# Elektronisch document
Een elektronisch document is een genormeerd computerbestand dat is bedoeld om te worden gebruikt in elektronische vorm.
Oorspronkelijk werd aangenomen dat elektronische documenten slechts een tussenmiddel waren, en dat de definitieve uitvoer altijd op papier kwam te staan. Met de ontwikkeling van computernetwerken is het eenvoudiger geworden om elektronische documenten uit te wisselen dan papieren versies.

## Overheid
De Nederlandse overheid is al geruime tijd bezig met een overgang van werken met papier naar digitaal werken. Hierbij spelen juridische, administratieve en organisatorische implicaties. Men moet voldoen aan wettelijke eisen van bewaren en beheren, en zorgen dat informatie toegankelijk en bruikbaar blijft, dit terwijl de systemen en bestandsformaten in de loop van de tijd veranderen.
Het elektronisch maken van overheidsdocumenten kan ervoor zorgen dat overheidsdiensten sneller en efficiënter kunnen werken en dat de dienstverlening aan de burger kan worden verbeterd. De overheid zal niet altijd volledig kunnen overstappen op een uitsluitend elektronische communicatie, omdat elektronische communicatie naast en niet in plaats van de doorgaande processen komt.

## Juridisch gebruik
Het begrip 'elektronisch document' is opgenomen in het Wetboek van Burgerlijke Rechtsvordering. Juridische contracten kunnen worden gesloten door elektronische documenten uit te wisselen, en in gerechtelijke procedures kunnen schriftelijke stukken, verzoeken, verklaringen en adviezen in elektronische vorm bij de rechtbank worden ingediend. In elk geval is het een voorwaarde dat de persoon die een elektronisch document moet ontvangen, akkoord gaat met deze vorm van communicatie en een overeenkomstige toegang heeft ingesteld voor het elektronische document.

## Betrouwbaarheid
Een elektronisch document wordt meestal alleen als effectief beschouwd als de uitgevende instelling een geldige elektronische handtekening heeft bijgevoegd, die het ondubbelzinnig legitimeert als de auteur van het document en dat zodanig is gekoppeld aan de verzonden gegevens dat een latere wijziging van het document kan worden gedetecteerd.
Geavanceerde handtekeningen kunnen het bewijs leveren dat bepaalde aanvallen op de authenticiteit van het document onnauwkeurig zijn en de bewijswaarde zelfs kunnen verhogen. De ontvanger moet bij twijfel over de technische of organisatorische beveiliging van dit handtekeningproces de vereiste details van de beveiliging en prestaties ervan bevestigen en bewijzen.